# اضطراب التعلق
اضطراب التعلق (بالإنجليزية: Attachment disorder)‏ هو مصطلح واسع يهدف إلى وصف اضطرابات في المزاج، والسلوك، والعلاقات الاجتماعية الناشئة عن الفشل في تشكيل تعلق طبيعي مع مقدم الرعاية الأولية في مرحلة الطفولة المبكرة. وهذا الفشل بدوره قد ينشأ من تجارب استثنائية من الإهمال، والإساءة، والانفصال المفاجئ عن مقدمي الرعاية بين 6 أشهر وثلاث سنوات من العمر، والتغير المتكرر أو الزيادة المفرطة لعدد مقدمي الرعاية أو عدم استجابة مقدمي الرعاية لجهود التواصل المبذولة من قُبل الطفل مما يؤدي إلى نقص الثقة الأساسية. وقد يكون التاريخ الإشكالي من العلاقات الاجتماعية التي تحدث بعد حوالي الثالثة من العمر مؤلما للطفل، ولكنه لا يؤدي إلى اضطراب التعلق.
يستخدم مصطلح «اضطراب التعلق» لوصف المشاكل العاطفية والسلوكية للأطفال الصغار، وتطبيقها أيضا على الأطفال في سن المدرسة والمراهقين والبالغين. وتعتمد الصعوبات المحددة ضمنا على عمر الفرد الذي يجري تقييمه، وقد تكون سلوكيات الطفل المرتبطة بالتعلق مختلفة جدا عن شخص مألوف أكثر من غيره، مما يشير إلى أن الاضطراب يقع ضمن علاقة وتفاعلات الشخصين بدلا من شخص واحد أو جانب واحد. لا يمكن تقديم قائمة بالأعراض بشكل شرعي ولكن عموما فإن مصطلح «اضطراب التعلق» يشير إلى غياب أو تشويه السلوك الاجتماعي الملائم لعمره. على سبيل المثال، ففي حالة الطفل الصغير، يمكن أن يأخذ سلوك اضطراب التعلق شكل الفشل في البقاء بالقرب من الفرد المألوف في بيئة غريبة أو أن يكون مرتاحا من خلال الاتصال مع شخص مألوف، في حين أن السلوك اضطراب التعلق لطفل بعمر 6 سنوات من العمر قد تنطوي على الإفراط الودي والنهج غير الملائم تجاه الغرباء.
هناك حاليا مجالين رئيسيين من الناحية النظرية والممارسة المتعلقة بتعريف وتشخيص اضطراب التعلق، ومناقشة كبيرة حول تعريف أوسع تماما. ويستند المجال الرئيسي الأول على التحقيق العلمي، ويوجد في المجلات الأكاديمية والكتب ويولي اهتماما وثيقا لنظرية التعلق. كما وُصف التصنيف الدولي للأمراض 10 ككاضطراب تعلق تفاعلي في شكله المثبط، واضطراب التعلق المزال التثبيط في شكله المزال التثبيط. في الدليل التشخيصي والإحصائي للاضطرابات النفسية يُسمى كل من الشكل المثبط والمزال تثبيطه باضطراب التعلق التفاعلي.
أما المجال الثاني فيُعتبر مثير للجدل، كما يُعتبر من علم زائف. ويوجد في الممارسة السريرية، على المواقع وفي الكتب والمنشورات، ولكن لديه القليل (إن وُجد) من الأدلية المسندة. وهذا يجعل من الادعاءات المثيرة للجدل متعلقة بمبدأ أساسي في نظرية التعلق. ويرتبط استخدام هذه التشخيصات المثيرة للجدل لاضطراب التعلق باستخدام العلاجات التعلقية الزائفة لعلاجها.
اقترح بعض المؤلفين أن التعلق، باعتباره جانبا من جوانب التطور العاطفي، يُقيم على نحو أفضل من خلال طيف (مجال أو مدى) بدلا من اعتباره مندرجا ضمن فئتين غير متداخلتين. وسيكون لهذا الطيف في أحد نهايتيه خصائص تسمى التعلق الآمن؛ وفي منتصفه مجموعة من الاضطرابات مثل الغير آمنة أو غيرها من أنماط التعلق الغير مرغوب فيها. وفي النهاية الأخرى عدم التعلق أو فقد التعلق. ولم يتم التوصل إلى اتفاق بعد فيما يتعلق بمعايير التشخيص.
وأخيرا، يستخدم المصطلح أحيانا لتغطية الصعوبات الناشئة فيما يتصل بمختلف أنماط التعلق التي قد لا تكون اضطرابات بالمعنى السريري.

## التعلق واضطراب التعلق
تعتبر نظرية التعلق في الأساس نظرية تطورية وسلوكية. وعندما يتعلق الموضوع بالأطفال الرضع، فهي تتكون من السعي نحو الاقتراب من «شخصية التعلق» (شخص يتعلق به الطفل) في مواجهة التهديد، بغرض البقاء على قيد الحياة. وعلى الرغم من أن التعلق يمثل «رابطة»، إلا أنه ليس مرادفًا للحب أو الميل الوجداني، رغم أنهما يسيران معًا ويُعد التعلق الصحي بمثابة الأساس الضروري لكل العلاقات التالية. يصبح الأطفال متعلقين بالبالغين الذين يتسمون بالحساسية والاستجابة للأطفال في التفاعلات الاجتماعية، وأولئك الذين يظلون بمثابة مقدمي الرعاية بشكل مستمر لبعض الوقت. تؤدي الاستجابات الأبوية إلى تطور أنماط التعلق، والتي تؤدي بدورها إلى «نماذج عمل داخلية»، إذ تُرشد مشاعر الأفراد وأفكارهم وتوقعاتهم في العلاقات اللاحقة. ويُطلق على أحد الجوانب الأساسية من التعلق اسم الثقة الأساسية. وتعتبر الثقة الأساسية مفهومًا أوسع من مفهوم التعلق، إذ أنه يمتد لما بعد علاقة الطفل مع مقدم الرعاية إلى «... شبكة اجتماعية أوسع من الأشخاص الآخرين الجديرين بالثقة والعطوفين». وهي «... تربط الثقة بشأن الماضي مع الإيمان المتعلق بالمستقبل». ويُحاجج إريكسون أن الشعور بالثقة بالنفس وبالآخرين هو أساس التطور البشري، ومن توازنه مع عدم الثقة ينتج الأمل.
يتطلب «الاضطراب» بالمعنى الكلينيكي (السريري) علاجًا، على عكس ما يعتبر عوامل خطورة تنذر باضطرابات لاحقة. وهناك عدم إجماع حول معنى محدد لمصطلح «اضطراب التعلق»، على الرغم من وجود اتفاق عام في أن تلك الاضطرابات تنشأ فقط نتيجة للتجارب السلبية المبكرة مع الرعاية. ويشير اضطراب التعلق التفاعلي إلى غياب أحد الجانبين الرئيسيين للسعي نحو التقرب من شخصية تعلق محددة، أو كليهما (يقصد بالجانبين الرئيسيين هنا التقرب وشخصية التعلق). يمكن أن يحدث ذلك إما في المؤسسات أو مع التغيرات المتكررة لمقدم الرعاية، أو من مقدمي الرعاية الأساسيين المهملين للغاية، والذين يُظهرون تجاهلًا مستمرًا لاحتياجات الطفل الأساسية إلى التعلق بعد سن 6 شهور. وتستند التصنيفات الرسمية الراهنة لاضطراب التعلق التفاعلي (RAD) بشكل كبير على هذا الفهم لطبيعة التعلق؛ ومنها الدليل التشخيصي والإحصائي للاضطرابات النفسية (DSM) والمراجعة العاشرة للتصنيف الدولي للأمراض.(ICD-10).
يشير تعبير نمط أو أسلوب التعلق إلى أنواع مختلفة من التعلق، تنشأ من تجارب الرعاية المبكرة، والتي تسمى الآمن، ومتقلب القلق، ومتجنب القلق (كلي التنظيم)، وغير المنظم. تُعد بعض تلك الأساليب أكثر إشكالية عن الأخرى، وبالرغم من أنها لا تعد اضطرابات بالمعنى الكلينيكي (السريري)، إلا أنها تُناقش في بعض الأحيان في إطار مصطلح اضطراب التعلق.
وتضم مناقشة أسلوب التعلق غير المنظم أحيانًا ذلك الأسلوب تحت مسمى اضطرابات التعلق، لأنه يُنظر إلى التعلق غير المنظم بوصفه بداية مسار تنموي سوف يأخذ الفرد أبعد فأبعد عن المدى الطبيعي، متوجًا باضطرابات فعلية في الفكر والسلوك والمزاج. ويُوجَه التداخل المبكر للتعلق غير المنظم أو الأساليب الإشكالية الأخرى، نحو تغيير المسار التنموي من أجل توفير ناتج أفضل في حياة الشخص فيما بعد.
اقترح تشارلز زيانه وزملاءه مجموعة من المعايير البديلة (انظر أدناه) لثلاث فئات من اضطراب التعلق، وهي: عدم وجود شخصية التعلق المتميزة، وتشوهات القاعدة الآمنة، واضطراب التعلق المعطل. وتعتبر تلك التصنيفات أن الاضطراب هو انحراف يحتاج إلى علاج وليس مجرد فروق فردية ضمن إطار المدى الطبيعي.

## مشاكل أسلوب التعلق
يستطيع غالبية الأطفال من عمر سنة واحدة، التسامح مع الابتعاد القصير لمقدمي الرعاية المألوفين، ويرتاحون سريعًا عندما يعود أولياء الأمور. يستخدم هؤلاء الأطفال أيضًا أشخاصًا مألوفين بوصفهم «قواعد آمنة»، ويعودون إليهم بشكل دوري عندما يستكشفون موقفًا جديدًا. ويُقال بأن مثل هؤلاء الأطفال لديهم أسلوب تعلق آمن، ويتميزون بأنهم يواصلون التطور بشكل جيد على المستوى المعرفي والمستوى العاطفي على حد سواء.